# Elise Van Sas
Elise Van Sas (Turnhout, 1 augustus 1997) is een Belgische volleybalster. Ze speelt als spelverdeler.

## Levensloop
In haar jeugd speelde Van Sas voor VT Turnhout en Smash Oud-Turnhout.
Van Sas debuteerde in 2013 bij Asterix Kieldrecht. Met deze club werd ze tweemaal landskampioen (2013-'14 en 2014-'15), won ze tweemaal de Beker van België (2013-'14 en 2014-'15) en eenmaal de Supercup (2014-'15). Na twee seizoenen verhuisde ze naar Hermes Volley Oostende en vervolgens was ze sinds 2016-'17 actief bij VC Oudegem. Met deze club - waarvan ze aanvoerder was - werd ze in 2021-'22 voor de derde maal bekerwinnaar. In 2023 maakte ze haar overstap naar Terville-Florange OC bekend.
Van Sas debuteerde in 2018 tijdens de FIVB Nations League vrouwen 2018 in de Belgische nationale ploeg waar ze sinds de zomer van 2017 al mee trainde.